# Edward Jóźwicki
Edward Jóźwicki (ur. 10 lutego 1914 w Lublinie, zm. 13 września 2006 w Oleśnicy Śląskiej) – polski nauczyciel, harcerz, żołnierz Armii Krajowej (ps. „Jodła”, „Stańczyk”).

## Życiorys

### Lata 1914-1939
Szkołę powszechną ukończył w rodzinnym Lublinie. Tam też uczęszczał do Gimnazjum im. hetmana Jana Zamoyskiego, z którego w klasie maturalnej w roku 1933 przeniósł się do Seminarium Nauczycielskiego, po ukończeniu którego i odbyciu służby wojskowej w rocznej szkole dywizyjnej podchorążych w Łucku na Wołyniu, 1 września 1935 r. podjął pracę nauczyciela w Szkole Podstawowej nr 2 w Żelechowie w powiecie garwolińskim. Swej aktywności wychowawczej nie ograniczał jedynie do pracy pedagogicznej. Jako instruktor harcerski (podharcmistrz, Harcerz Rzeczypospolitej) prowadził w Żelechowie drużynę męską wprowadzając do zajęć elementy wyszkolenia wojskowego.

### Lata 1939-1945
Kampanię wrześniową odbył w szeregach 15 pułku piechoty „Wilków” z Dęblina. Po kapitulacji jednostki dostał się do niewoli, z której przy najbliższej okazji uciekł. Zrezygnował z prób przedzierania się do Francji i powrócił do Żelechowa.
Już w październiku 1939 zorganizował ze swoich harcerzy i uczniów pierwszą w Żelechowie grupę konspiracyjną, która następnie weszła w skład ZWZ, później AK w strukturze Inspektoratu Puławy jako Obwód II Żelechów. Edward Jóźwicki do 1940 r. był dowódcą placówki Żelechów, w latach 1939–1941 pełnił funkcję zastępcy komendanta Obwodu Garwolin, a 1942 r. szefa sztabu i zastępcy komendanta Rejonu Żelechów. Był także wykładowcą konspiracyjnego kursu podchorążych piechoty. Zajęcia odbywały się w jego mieszkaniu przy ul. Kościuszki 107 w Żelechowie. Od 1942 r. służył w stopniu porucznika. Po wojnie został mu przez władze londyńskie nadany stopień kapitana.
Edward Jóźwicki nie zaprzestał także działalności pedagogicznej i prowadził komplety tajnego nauczania obejmujące przedmioty zakazane przez niemieckie władze. Był też członkiem trzyosobowej ekspozytury tajnych władz oświatowych (Powiatowej Komisji Oświaty i Kultury) na miasto Żelechów.
Po wkroczeniu na teren Żelechowa Armii Czerwonej i nieudanej próbie przedostania się do Warszawy, w której trwało powstanie, ukrywał się przed aresztowaniem na terenie Wielkopolski.
Aktywnie zaangażowani w konspirację byli również jego dwaj bracia Władysław Jóźwicki (ps. „Sęp”) i Bolesław Jóźwicki.

### Lata 1945-2006
Edward Jóźwicki po wojnie podjął pracę w Jaworzynie Śląskiej, gdzie ujawnił się 14 kwietnia 1947. Został niesłusznie oskarżony i skazany przez władze komunistyczne. Po wyjściu z więzienia 1 września 1949 rozpoczął pracę w szkole podstawowej w Uniegoszczy, której z czasem został dyrektorem. Uzupełnił wykształcenie kończąc magisterskie studia pedagogiczne na Uniwersytecie Warszawskim. Prowadził też zespół taneczny i chór szkolny. Również w Uniegoszczy prowadził drużynę harcerską opierając się naciskom zmierzającym do podporządkowania harcerstwa ideom komunistycznym.
W późniejszych latach został członkiem Związku Nauczycielstwa Polskiego oraz członkiem komisji wojewódzkiej Państwowego Ośrodka Doskonalenia Kadr Oświatowych.
Oprócz pracy w szkole, pracował jako kierownik Poradni Wychowawczo Zawodowej w Lubaniu.
Po przejściu na emeryturę mieszkał w Kole. Ostatnie lata życia spędził w Oleśnicy, gdzie zmarł i został pochowany.

## Odznaczenia
Za działalność zawodową i społeczną oraz za zaangażowanie w walkę o niepodległość był odznaczony:
Krzyżem Kawalerskim Orderu Odrodzenia Polski,
Srebrnym Krzyżem Zasługi z Mieczami,
Krzyżem Armii Krajowej,
Medalem Wojska (czterokrotnie),
Medalem Komisji Edukacji Narodowej,
Odznaką Zasłużony dla miasta Lubania,
Odznaką Zasłużony dla Województwa Jeleniogórskiego i innymi.